# Drengman Aaker
Drengman Olsen Aaker (* 24. September 1839 in Hjartdahl, Norwegen; † 30. März 1894 in Ridgeway, Iowa) war ein US-amerikanischer Unternehmer und Abgeordneter im Repräsentantenhaus von Iowa.

## Werdegang
Aaker verbrachte einen Teil seiner Kindheit in Norwegen, bis seine Eltern 1848 in die USA auswanderten. Sie ließen sich anfangs im Waukesha County in Wisconsin nieder, zogen aber 1854 in das Winneshiek County in Iowa. Im Bürgerkrieg diente Aaker im 12. Freiwilligen-Regiment von Iowa (eng.: 12th Iowa Volunteer Infantry Regiment). Nach dem Krieg war er in der Holzindustrie tätig und gründete später das Unternehmen Galby and Aaker, welches auf den Handel mit Getreide spezialisiert war.
1869 heiratete Aaker und bekam mit seiner Ehefrau eine Tochter und drei Söhne.
Von 1882 bis 1884 war Aaker als Demokrat Abgeordneter im Repräsentantenhaus von Iowa und von 1884 bis 1886 als Republikaner.